# ビビアーナ
ビビアーナ（伊: Bibiana）は、イタリア共和国ピエモンテ州トリノ県にある、人口約3,500人の基礎自治体（コムーネ）。

## 地理

### 位置・広がり

#### 隣接コムーネ
隣接するコムーネは以下の通り。括弧内のCNはクーネオ県所属を示す。
- バニョーロ・ピエモンテ (CN)
- ブリケラージオ
- カンピリオーネ＝フェニーレ
- カヴール
- ルゼルナ・サン・ジョヴァンニ
- ルゼルネッタ

## 行政

### 分離集落
ビビアーナには、以下の分離集落（フラツィオーネ）がある。
- Famolasco, Madonna delle Grazie,San Bartolomeo